# Anton Zimmermann
Pour les articles homonymes, voir Zimmermann.
Anton Zimmermann,  né le 27 décembre 1741 à Breitenau (en Silésie) – mort le 8 octobre 1781 à Presbourg (royaume de Hongrie), est un compositeur autrichien,, d'ascendance de Silésie. C'est un contemporain de Joseph Haydn et Wolfgang Amadeus Mozart, avec lesquels il partage le langage musical du classicisme viennois. Certaines de ses œuvres ont d'ailleurs été parfois intégrées par erreur au catalogue de Haydn.

## Biographie
Il travaille comme organiste à la cathédrale de Königgrätz (aujourd'hui Hradec Králové en République tchèque).
Au début des années 1770, Zimmermann se rend à Preßburg (aujourd'hui Bratislava), alors capitale de la Hongrie, où il passe l'essentiel de sa carrière. Il y travaille comme compositeur, violoniste, chef d'orchestre et gérant artistique. Un Singspiel, « Narcisse et Pierre » est produit en 1772. L'année suivante, il compose pour les festivités de la sainte Cécile. En 1775, il se marie avec Elisabeth Liechtenegger originaire de Preßburg. Pour obtenir un poste stable, il candidate à Olomouc et Brno, mais début 1776 sa situation change radicalement : il décroche le poste de Kapellmeister et compositeur de la cour pour le comte József Batthyány (1727–1799), archevêque (puis cardinal dès 1778), primat de Hongrie.
Jusqu'à sa mort, Zimmermann monte et conduit (de son poste de premier violon) un orchestre aux qualités exceptionnelles, de 24 musiciens (y exerce le contrebassiste virtuose Johannes Matthias Sperger) et où sont plus particulièrement soignés les pupitres des instruments à vent (le hautboïste Albrecht Schaudig, antérieurement de la chapelle des Esterházy, quitte Haydn pour Zimmermann en 1778). À partir de mai 1780, il est aussi organiste de Cathédrale Saint-Martin.

## Œuvre
Le catalogue des œuvres du musicien compte aujourd'hui 276 œuvres attribuées et plus de 500 en comptant les arrangements. Il compose dans tous les domaines de son époque : musique de chambre, symphonies, pour la scène et l'église.
Dans le domaine de la symphonie, on compte sur les 39 œuvres attribuées, 26 numéros structurées en quatre mouvements et 13 en trois mouvements.

### Musique de chambre
- 6 quartetti, op. 3 (éd. c. 1775, Lyon, chez Quera)
- 6 sonates pour clavecin et violon, op. 2 (éd. 1777, Lyon, chez Quera). Annoncé dans le Journal de Paris du 27 avril 1777. Seuls deux exemplaires ont été conservés : un à Londres, l'autre à Vienne.
- 3 sonates pour clavecin et violon, op. 1 (Vienne, 1779)
- Quartetto, en la majeur, pour 2 violons, violoncelle et clavecin (Pressburg, avant 1794)
- 6 sextuors, pour 2 violons, alto, 2 cors et basse continue
- 12 quintettes pour 3 violons, alto, violoncelle, (éd. J. Mezei, Budapest, 1996)
- 12 quintettes, pour 2 violons, 2 altos, violoncelle
- Quintette en la majeur pour 2 violons, 2 cors, violoncelle
- Quartetto, pour 2 violons, alto, violoncelle
- Quartetto, en sol majeur pour violon, alto, violoncelle, clavecin
- 3 trios, pour violon, alto, violoncelle (2 éd. D. Múdra, Bratislava, 1996)
- Duetto, pour flûte, violon (éd. D. Múdra, Bratislava, 1994)
- 2 duos, pour clavecin et violon
- Duetto, clavecin et violon
- Duetto, pour violon et basse continu
- Sonate, pour violon et violoncelle, op. 4
- Sonate, pour clavecin et violon

### Symphonies
- 39 symphonies ; plusieurs ont été longtemps attribuées aussi à Haydn (dont une en ut majeur imprimée en 1939), une à Sammartini et une autre possiblement à Pleyel.
- Sinfonia pastoritia
- 5 Cassations
- 10 divertimentos (dont 1 perdu)

### Concertos
- Grand concert, clavecin ou pianoforte, op. 3 (Vienne, 1782)
- Concerto pour clavecin
- Concerto pour violon
- 3 Concertos pour contrebasse (c. 1778–79)
- Concerto pour basson (plus 1 perdu)
- Concerto pour 2 bassons

### Vocale
- 10 messes ; et six douteuses attribuées entre autres à Haydn et Holzbauer
- 3 Ave regina
- 6 Regina coeli
- 6 Salve regina
- 6 motets
- 2 Tantum ergo
- Denis Klage auf Tod M. Theresien, cantate pour voix et clavecin (Pressburg, c. 1781)
- Ziehet ein zu diesen Thoren, cantate pour voix et orchestre
- Narcisse et Pierre, singspiel, livret d'A. Berger (Pressburg, 1772)
- Andromeda und Perseus, mélodrame sur un livret d'A. Cremery (Vienne, Hofburg, 23 avril 1781 ; arr. pour piano-forte, Vienne, 1781)
- Zelmor und Ermide, mélodrame

## Discographie
- 3 Cassations (sol, ré, ré) - Vladislav et Juraj Brunner, flûtes ; Ján Vondra, Peter Sivanič, cors ; Viktor Šimčisko, Milan Tedla, violons ; Milan Telecký, alto ; Juraj Alexander, violoncelle (9–11 avril 1992, Trevak TREC 4-0008) (OCLC 602589527)
- Concerto pour contrebasse, Concerto pour clavecin - Radoslav Šašina, contrebasse ; Marica Dobiášová, clavecin ; Musica Æterna, dir. Peter Zajíček (26 janvier/22 novembre 1992, Trevak TREC 4-0010) (OCLC 36729365)
- 3 Quatuors à cordes, op. 3 (nos 1 à 3) - Solistes de l'ensemble Musica Æterna Bratislava : Peter Zajíček, Miloš Valent, violons ; Ján Gréner, alto ; Peter Királ, violoncelle (28–30 mai 1994, Trevak TREC 4-0015 / Naxos 8.553952)[3] (OCLC 811256370)
- 3 Quatuors à cordes, op. 3 (nos 4 à 6) - Solistes de l'ensemble Musica Æterna Bratislava (10–12 septembre 1994, Trevak TREC 4-0016)
- 3 Symphonies - Musica Æterna, dir. Peter Zajíček (12 octobre 2005, Hudobné Centrum) (OCLC 68731903)
- Concerto pour contrebasse, dans Wiener Kontrabass Konzerte - Edicson Ruiz, contrebasse ; Sinfónica Juvenil Teresa Carreño de Venezuala, dir. Christian Vásquez (4–7 août 2011, Phil.Harmonie Phil 06020) (OCLC 815510830) — avec des concertos de Sperger, Hoffmeister et Dittersdorf.
- Missa Pastoralis en ré majeur ; Gradual en ut majeur ; Offertorius en ré majeur – Kamila Zajíčková, soprano ; Piotr Olech, alto ; Marian Olszewski, ténor ; Jaroslav Pehal, basse ; Vox Æterna ; Musica Æterna Bratislava, dir. Peter Zajíček (12-14 octobre 2006, Hudobné HC 10014) (OCLC 1284712311)
- 3 Symphonies - L'Arte del monde, dir. Werner Ehrhardt (15-19 janvier 2018, Deutsche Harmonia Mundi G010003899299N) — premier enregistrement mondial.